# Condados preservados de Gales
Los condados preservados de Gales son las actuales áreas usadas en Gales con propósitos ceremoniales de intendencia y sede del sheriff. Basados en los condados históricos de Gales, creados por la Ley de Gobierno Local de 1972 y se usaron para el gobierno local y otros asuntos entre 1974 y 1996.

## Uso
El Acta del Gobierno Local de Gales de 1994 abolió los ocho condados ceremoniales creados por la Ley de Gobierno Local de 1972. Sin embargo, creó el concepto de condados preservados según sus áreas parar utilizarse con intenciones como intendencia. Este uso se consolidó por parte del Acta de Intendencias de 1997.
Además de estas dos funciones ceremoniales, la Comisión de Frontera tendrían que evitar cruzar las fronteras de los condados preservados al elaborar las circunscripciones electorales al Parlamento, en donde sea practicable.
Ciertos estatutos ya en vigor fueron enmendados para hacer referencia a ellos, como en 2009, las úncias provisiones remanentes todavía existentes son:
- El Acta de Sheriffs de 1887 - Los condados a los cuales Altos Sheriffs son designados son condados preservados.
- El Acta de Defensa de 1842 - Lord Tenientes hacen referencia a condados preservados.
- El Acta de Industria Pescadera del Mar (Marisco) de 1967 - Porciones relevantes de la costa se considerarán encontrarse dentro de condados preservados.
- El Acta de Circunscripciones Electorales del Parlamento de 1986 - Ningún condado preservado ni ninguna parte de un condado preservado se incluirá en una circunscripción electoral que incluya la totalidad de la parte de cualquier otro condado preservado.

## Cambios fronterizos
Los condados preservados eran en su origen casi idénticos a los de 1974–1996, pero con unos cambios menores con la intención de asegurarse de que los condados preservados se compusieran de áreas principales completas. Llanrhaeadr-ym-Mochnant, Llansilin y Llangedwyn se transfirieron de Clwyd a Powys, y Wick, St Brides Major, Ewenny y Pentyrch de Mid Glamorgan a South Glamorgan. No obstante, estos cambios todavía dejaron dos municipios condales, Conwy y Caerphilly divididos entre condados preservados.
Para rectificarlo, la Asamblea Nacional de Gales realizó dos cambios sustanciales en las fronteras. Estos entraron en vigor el 2 de abril de 2003. La parte del área de gobierno local de Conwy que había pertenecido a Gwynedd se transfirió a Clwyd, y la parte del área de gobierno local de Caerphilly que había pertenecido a Mid Glamorgan se transfirió a Gwent. La frontera entre Mid Glamorgan y South Glamorgan también se realineó para reflejar pequeños cambios en las fronteras del gobierno local. Cada condado preservado abarca hoy en día entre una y cinco áreas de gobierno local completas.

## Condados preservados
Las cifras de población son estimaciones a mitad de año de 2007, de la Oficina de Estadísticas Nacionales, agrupando cifras de áreas de autoridades unitarias en sus respectivos condados preservados.
| Nombre          | Autoridad unitaria                                         | Área (km²) | Población |
| --------------- | ---------------------------------------------------------- | ---------- | --------- |
| Clwyd           | Conwy, Denbighshire, Flintshire, Wrexham County Borough    | 2.910      | 491.100   |
| Dyfed           | Carmarthenshire, Ceredigion, Pembrokeshire                 | 5.780      | 375.200   |
| Gwent           | Blaenau Gwent, Caerphilly, Torfaen, Monmouthshire, Newport | 1.553      | 560.500   |
| Gwynedd         | Anglesey, Gwynedd                                          | 3.262      | 187.400   |
| Mid Glamorgan   | Bridgend, Merthyr Tydfil, Rhondda Cynon Taf                | 781        | 423.200   |
| Powys           | Powys                                                      | 5.196      | 132.000   |
| South Glamorgan | Cardiff, Vale of Glamorgan                                 | 475        | 445.000   |
| West Glamorgan  | Neath Port Talbot, Swansea                                 | 820        | 365.500   |